# Charles F. West

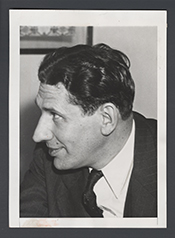
Charles F. West

Charles Franklin West (* 12. Januar 1895 in Mount Vernon, Ohio; † 27. Dezember 1955 in Bradenton, Florida) war ein US-amerikanischer Politiker. Zwischen 1931 und 1935 vertrat er den Bundesstaat Ohio im US-Repräsentantenhaus.

## Werdegang
Charles West besuchte die öffentlichen Schulen seiner Heimat und studierte danach bis 1918 an der Ohio Wesleyan University in Delaware. In den Jahren 1918 und 1919 war er amerikanischer Vizekonsul in Neapel. Im Jahr 1920 schrieb er sich an der Harvard University ein. Zwischen 1924 und 1930 lehrte er das Fach politische Wissenschaften an der Denison University in Granville.  Politisch schloss er sich der Demokratischen Partei an.
Bei den Kongresswahlen des Jahres 1930 wurde West im 17. Wahlbezirk von Ohio in das US-Repräsentantenhaus in Washington, D.C. gewählt, wo er am 4. März 1931 die Nachfolge des Republikaners William Mitchell Morgan antrat. Nach einer Wiederwahl konnte er bis zum 3. Januar 1935 zwei Legislaturperioden im Kongress absolvieren. Diese Zeit war zunächst von den Ereignissen der Weltwirtschaftskrise bestimmt. Seit 1933 wurden die ersten der New-Deal-Gesetze der Roosevelt-Regierung verabschiedet. Im Jahr 1935 wurden erstmals die Bestimmungen des 20. Verfassungszusatzes angewendet, wonach die Legislaturperiode des Kongresses jeweils am 3. Januar endet bzw. beginnt.
1934 verzichtete Charles West auf eine weitere Kandidatur für das US-Repräsentantenhaus. Stattdessen strebte er erfolglos die Nominierung seiner Partei für die Wahlen zum US-Senat an. Zwischen Februar und August 1935 arbeitete er für die Farm Credit Administration in Ohio; von 1935 bis 1938 war er stellvertretender US-Innenminister (Under Secretary of the Interior). Im Juni 1936 nahm er als Delegierter an der Democratic National Convention in Philadelphia teil, auf der Präsident Franklin D. Roosevelt zur Wiederwahl nominiert wurde. Bis 1940 war er Mitglied des United States Processing Tax Board of Review. Zwischen 1940 und 1947 war er als privater Geschäftsmann tätig. Im Jahr 1947 wurde West Professor für politische Wissenschaften an der University of Akron. 1954 wurde er von seiner Partei für die Kongresswahlen dieses Jahres nominiert; er musste aber aus gesundheitlichen Gründen darauf verzichten. West starb am 27. November 1955 in Bradenton und wurde in seiner Geburtsstadt Mount Vernon beigesetzt.